# Шајен (река)
Шајен (енгл. Sheyenne River) је река која протиче кроз САД. Дуга је 951 km. Протиче кроз америчку савезну државу Северну Дакоту. Улива се у Црвену реку Севера.